# Königreich Toro

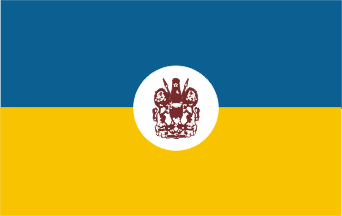
Flagge des Königreichs Toro

Das Königreich Toro ist ein Reich im Südwesten von Uganda am Südufer der Albertsees. 
Zentrum ist der heutige Distrikt Kabarole mit seiner Distriktshauptstadt Fort Portal, in deren Nähe auch die Gräber der Königsfamilie liegen. Toro wurde 1822 durch Kaboyo gegründet. Zwischen 1876 und 1891 gehörte es zu Bunyoro-Kitara. Toro wurde 1967 zusammen mit den drei anderen Königreichen Ugandas aufgelöst. 1993 wurde es als kulturelle Institution wiedererrichtet, ohne jedoch einen politischen Status zu erhalten.

## Gebiet, Bevölkerung und Kultur
Der alte Gebietsstand von Toro umfasste die fünf ugandischen Distrikte Bundibugyo, Kabarole, Kamwenge, Kasese und Kyenjojo. Dieses Gebiet entsprach der Westregion Ugandas. Bei der Wiedererrichtung des Königreichs 1993 wurden Bundibugyo und Kasese abgetrennt. Der traditionelle Hauptdistrikt des Königreichs, Kabarole, hatte 1992 offiziell 359.180 Einwohner, zusammengenommen mit Kamwege (295.313) und Kyenjojo (380.362) ergibt sich zum Feststellungsdatum 1992 eine Gesamtbevölkerung von 1.034.855 Einwohnern. Das Volk von Toro, die Batoro, sprechen neben anderen Sprachen Runyoro-Rutoro, eine Bantusprache. Aufgrund der langen gemeinsamen Geschichte von Toro und Bunyoro-Kitara siehe Weiteres zur Kultur unter Bunyoro.

## Geschichte

### Entstehung und erste Selbständigkeit

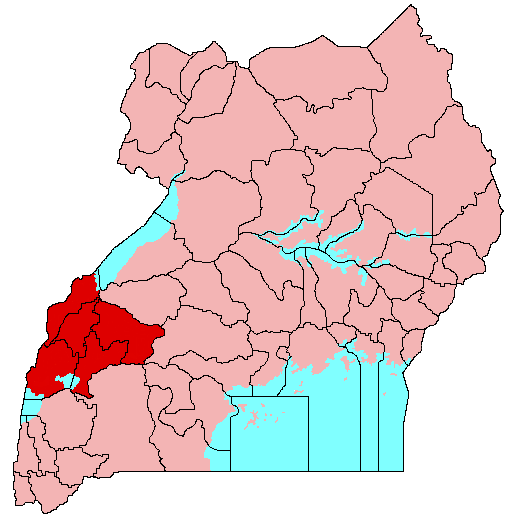
Der alte Gebietsstand des Königreiches Toro

Das Königreich Toro entstand 1822, als Prinz Kaboyo aus der Babiito-Dynastie gegen seinen Vater Kyebambe III., den Omukama von Bunyoro-Kitara rebellierte. Kaboyo schaffte es, einige der wichtigsten Gebiete Bunyoro-Kitaras für sich zu beanspruchen. Obwohl offenbar Kaboyo als rechtmäßiger Nachfolger in der Herrschaft über ganz Bunyoro galt, zog es der neue Omukama von Toro – mit königlichem Namen Kaboyo Olimi V. – vor, Bunyoro seinem jüngeren Bruder zu überlassen. Nach dem Tod des Herrschers von Toro kam es zu langanhaltenden Thronstreitigkeiten zwischen den zahlreichen Söhnen des Omukama, in deren Verlauf die Nachbarkönigreiche, insbesondere Buganda mehrfach intervenierten.

### Wiedererrichtung des Königreichs
Bunyoros Invasion unter Omukama Kabalega im Jahr 1876 führte 1880 zur Reintegration Toros in das Königreich Bunyoro-Kitara. Die königliche Familie floh ins benachbarte Ankole. Dies stellte sich als folgenschwere Fehlentscheidung heraus, da hier ein Großteil der Familie einen gewaltsamen Tod fand. Der einzige Überlebende, Prinz Kasagama, wandte sich daraufhin nach Buganda. In Buganda, das eher bereit war, mit den vordringenden Briten zu kooperieren, gelang es Kasagama, das Vertrauen von Captain Lugard zu gewinnen. Zusammen mit den Briten ging Kasagama militärisch gegen Bunyoro vor und wurde von Lugard am 14. August 1891 als Kyebambe VI. zum Omukama des wiedererrichteten Toro proklamiert. Seit 1896 gehörte Toro zum britischen Uganda-Protektorat. Der später zum Christentum konvertierte Kyebambe VI. regierte in Toro 37 Jahre lang.

### Babiito-Dynastie von Toro seit 1928

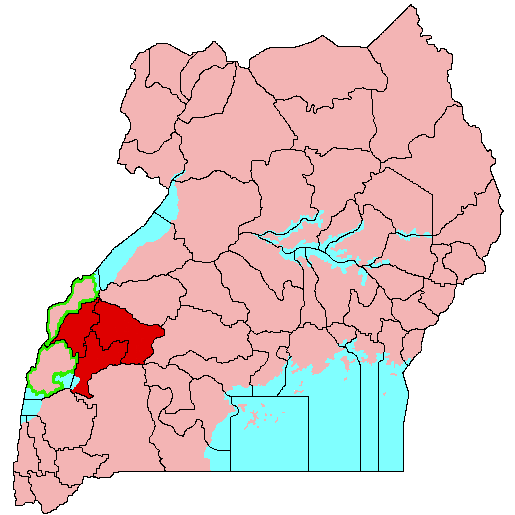
Das Königreich Toro in den Grenzen von 1993

Kyebambes Nachfolger als Omukama von Toro aus der Babiito-Dynastie wurde 1928 Rukidi III., der ebenfalls 37 Jahre regierte. Als Rukidi III. 1965 starb, übernahm für kurze Zeit Patrick Olimi III. die Krone, bevor die ugandische Regierung unter Milton Obote 1967 die Königreiche offiziell abschaffte. Patrick Olimi wurde später, nach längerem Exil in Kenia, ugandischer Botschafter in Kuba. Die Wiedererrichtung der Königreiche 1993 konnte Patrick Olimi III. noch für zwei Jahre als Omukama von Toro erleben, bevor er 1995 verstarb. Seitdem ist der offizielle Omukama von Toro Rukidi IV. (bei Thronfolge drei Jahre alt).

## Liste der Omukama von Toro, Babiito-Dynastie
Die Zeit der durch Sukzessionsstreitigkeiten und externen Einfluss begründeten Thronwirren ist aus untenstehender Liste gut ablesbar: sie reicht von 1866 bis etwa 1880. 
1. 1822–186x Rukirabasaija Kaboyo Omuhundwa Olimi V Kasusunkwanzi I., ältester Sohn von Rukirabasaija Agutamba Kyebambe III. Nyamutukura, Omukama von Bunyoro-Kitara
2. 186x–1866 Rukirabasaija Kazana Ruhaga
3. 1866–1871 Rukirabasaija Kasunga Nyaika Kyebambe IV.
4. 1871  Rukirabasaija Kato Rukidi I.
5. 1866–1871 sowie 1871–1872 Rukirabasaija Kasunga Nyaika Kyebambe IV.
6. 1872–1875 Rukirabasaija Nyaika Mukabirere Olimi VI.
7. 1875 Rukirabasaija Isingoma Rukidi II.
8. 1875 Rukirabasaija Rubabi Kyebambe V.
9. 1875–1876 Rukirabasaija Kakende Nyanuyonjo
10. 1876–1877 Rukirabasaija Katera
11. 1875 und 1877–1879 Rukirabasaija Rubabi Kyebambe V.
12. 1875–1876 sowie 1879–1880 Rukirabasaija Kakende Nyanuyonjo
13. 1880–1891 Interregnum Bunyoros
14. 1891–1928 Rukirabasaija Daudi Kasagama Kyebambe VI.
15. 1928–1965 Seine Hoheit Rukirabasaija Sir George David Matthew Kamurasi Rukidi III.
16. 1965–1995 Seine Majestät Rukirabasaija Patrick David Matthew Koboyo Olimi III. (Rutabingwa rwa Muhokya Omwana wa Rusasuka)
17. Seit 1995 Seine Majestät Rukirabasaija Oyo Nyimba Kabamba Iguru Rukidi IV.